# Discografia de Ella Fitzgerald
Esta é uma lista dos álbuns originais da cantora de jazz americana Ella Fitzgerald, bem como das coletâneas subsequentes de sua carreira.

## Singles de sucesso
| Ano  | Single                                                                   | Posições nas paradas | Posições nas paradas | Posições nas paradas | Posições nas paradas | Posições nas paradas | Posições nas paradas |
| Ano  | Single                                                                   | EUA                  | EUA AC               | Reino Unido          | US R&B               | Alemanha             | EUA Country          |
| ---- | ------------------------------------------------------------------------ | -------------------- | -------------------- | -------------------- | -------------------- | -------------------- | -------------------- |
| 1936 | "All My Life"(com Teddy Wilson)                                          | 13                   |                      |                      |                      |                      |                      |
| 1936 | "Sing Me Swing Song (and Let Me Dance)"(com Chick Webb)                  | 18                   |                      |                      |                      |                      |                      |
| 1936 | "My Melancholy Baby"(com Teddy Wilson)                                   | 6                    |                      |                      |                      |                      |                      |
| 1936 | "(If You Can't Sing It) You'll Have To Swing It"(com Chick Webb)         | 20                   |                      |                      |                      |                      |                      |
| 1937 | "Goodnight My Love"(com Benny Goodman)                                   | 1                    |                      |                      |                      |                      |                      |
| 1937 | "Dedicated To You"(com os Mills Brothers)                                | 19                   |                      |                      |                      |                      |                      |
| 1937 | "Big Boy Blue"(com os Mills Brothers)                                    | 20                   |                      |                      |                      |                      |                      |
| 1937 | "If You Ever Should Leave"                                               | 12                   |                      |                      |                      |                      |                      |
| 1937 | "All Over Nothing At All"                                                | 20                   |                      |                      |                      |                      |                      |
| 1938 | "Rock It For Me"(com Chick Webb)                                         | 19                   |                      |                      |                      |                      |                      |
| 1938 | "I Got a Guy"(com Chick Webb)                                            | 18                   |                      |                      |                      |                      |                      |
| 1938 | "A-Tisket, A-Tasket"(com Chick Webb)                                     | 1                    |                      |                      |                      |                      |                      |
| 1938 | "I Found My Yellow Basket"(com Chick Webb)                               | 3                    |                      |                      |                      |                      |                      |
| 1938 | "Wacky Dust"(com Chick Webb)                                             | 13                   |                      |                      |                      |                      |                      |
| 1938 | "MacPherson Is Rehearsin' To Swing"(com Chick Webb)                      | 14                   |                      |                      |                      |                      |                      |
| 1938 | "F.D.R. Jones"(com Chick Webb)                                           | 8                    |                      |                      |                      |                      |                      |
| 1939 | "Undecided"(com Chick Webb)                                              | 8                    |                      |                      |                      |                      |                      |
| 1939 | "T'aint What You Do (It's the Way That Cha Do It)"(com Chick Webb)       | 19                   |                      |                      |                      |                      |                      |
| 1939 | "Chew, Chew, Chew (Your Bubble Gum)"(com Chick Webb)                     | 14                   |                      |                      |                      |                      |                      |
| 1939 | "I Want the Waiter (With the Water)"                                     | 9                    |                      |                      |                      |                      |                      |
| 1939 | "My Wubba Dolly"                                                         | 16                   |                      |                      |                      |                      |                      |
| 1940 | "The Starlit Hour"                                                       | 17                   |                      |                      |                      |                      |                      |
| 1940 | "Sing Song Swing"                                                        | 23                   |                      |                      |                      |                      |                      |
| 1940 | "Imagination"                                                            | 15                   |                      |                      |                      |                      |                      |
| 1940 | "Sugar Blues"                                                            | 27                   |                      |                      |                      |                      |                      |
| 1940 | "Shake Down the Stars"                                                   | 18                   |                      |                      |                      |                      |                      |
| 1940 | "Five O'Clock Whistle"                                                   | 9                    |                      |                      |                      |                      |                      |
| 1941 | "Louisville K.Y."                                                        | 23                   |                      |                      |                      |                      |                      |
| 1941 | "Hello Ma! I Done It Again"                                              | 26                   |                      |                      |                      |                      |                      |
| 1941 | "The Muffin Man"                                                         | 23                   |                      |                      |                      |                      |                      |
| 1943 | "My Heart and I Decided"(com os Keys)                                    |                      |                      |                      | 6                    |                      |                      |
| 1944 | "Cow-Cow Boogie"(com os Ink Spots)                                       | 10                   |                      |                      | 1                    |                      |                      |
| 1944 | "When My Sugar Walks Down the Street"                                    | 27                   |                      |                      |                      |                      | 2                    |
| 1944 | "Once Too Often"                                                         | 24                   |                      |                      |                      |                      |                      |
| 1944 | "I'm Making Believe"(com os Ink Spots)                                   | 1                    |                      |                      | 2                    |                      |                      |
| 1944 | "Into Each Life Some Rain Must Fall"(com os Ink Spots)                   | 1                    |                      |                      | 1                    |                      |                      |
| 1945 | "And Her Tears Flowed Like Wine"                                         | 10                   |                      |                      |                      |                      |                      |
| 1945 | "I'm Beginning To See the Light"(com os Ink Spots)                       | 5                    |                      |                      |                      |                      |                      |
| 1945 | "It's Only a Paper Moon"                                                 | 9                    |                      |                      | 4                    |                      |                      |
| 1946 | "The Frim Fram Sauce"(with Louis Armstrong)                              |                      |                      |                      | 4                    |                      |                      |
| 1946 | "You Won't Be Satisfied (Until You Break My Heart)"(com Louis Armstrong) | 10                   |                      |                      |                      |                      |                      |
| 1946 | "Stone Cold Dead In the Market (He Had It Coming)"(com Louis Jordan)     | 7                    |                      |                      | 1                    |                      |                      |
| 1946 | "Petootie Pie"(com Louis Jordan)                                         |                      |                      |                      | 3                    |                      |                      |
| 1946 | "(I Love You) For Sentimental Reasons"                                   | 8                    |                      |                      |                      |                      |                      |
| 1947 | "That's My Desire"                                                       | 3                    |                      |                      |                      |                      |                      |
| 1947 | "Guilty"                                                                 | 11                   |                      |                      |                      |                      |                      |
| 1948 | "My Happiness"                                                           | 6                    |                      |                      | 8                    |                      |                      |
| 1948 | "Tea Leaves"                                                             | 24                   |                      |                      |                      |                      |                      |
| 1948 | "It's Too Soon To Know"                                                  |                      |                      |                      | 6                    |                      |                      |
| 1949 | "Baby, It's Cold Outside"(com Louis Jordan)                              | 9                    |                      |                      | 6                    |                      |                      |
| 1950 | "Can Anyone Explain (No, No, No)"(with Louis Armstrong)                  | 30                   |                      |                      |                      |                      |                      |
| 1950 | "I'll Never Be Free"(com Louis Jordon)                                   |                      |                      |                      | 7                    |                      |                      |
| 1951 | "Smooth Sailing"                                                         | 23                   |                      |                      | 3                    |                      |                      |
| 1952 | "Trying"                                                                 | 21                   |                      |                      |                      |                      |                      |
| 1952 | "Walkin' By the River"                                                   | 29                   |                      |                      |                      |                      |                      |
| 1953 | "Crying In the Chapel"                                                   | 15                   |                      |                      |                      |                      |                      |
| 1954 | "Melancholy Me"                                                          | 25                   |                      |                      |                      |                      |                      |
| 1954 | "I Need"                                                                 | 30                   |                      |                      |                      |                      |                      |
| 1956 | "A Beautiful Friendship"                                                 | 74                   |                      |                      |                      |                      |                      |
| 1958 | "The Swinging Shepherd Blues"                                            |                      |                      | 15                   |                      |                      |                      |
| 1959 | "But Not For Me"                                                         |                      |                      | 25                   |                      |                      |                      |
| 1960 | "Mack the Knife"                                                         | 27                   |                      | 19                   | 6                    |                      |                      |
| 1960 | "How High the Moon (Part 1)"                                             | 76                   |                      | 46                   |                      |                      |                      |
| 1961 | "Mr. Paganini (You'll Have To Swing It)"                                 | 103                  | 20                   |                      |                      |                      |                      |
| 1962 | "Desafinado (Slightly Out of Tune)"                                      | 102                  |                      | 38                   |                      |                      |                      |
| 1962 | "Stardust Bossa Nova"                                                    | 129                  |                      |                      |                      |                      |                      |
| 1963 | "Bill Bailey, Won't You Please Come Home"                                | 75                   |                      |                      |                      |                      |                      |
| 1964 | "Hello, Dolly!"                                                          | 125                  |                      |                      |                      |                      |                      |
| 1964 | "Can't Buy Me Love"                                                      |                      |                      | 34                   |                      | 24                   |                      |
| 1965 | "Ringo Beat"                                                             | 127                  |                      |                      |                      |                      |                      |
| 1968 | "I Taught Him Everything He Knows"                                       |                      | 22                   |                      |                      |                      |                      |
| 1969 | "Get Ready"                                                              | 126                  |                      |                      |                      |                      |                      |

## Álbuns

### Decca
Ella Fitzgerald começou a gravar álbuns pela gravadora Decca, após anos gravando apenas singles.
1950
- Pure Ella (originalmente Ella Sings Gershwin)
- Souvenir Album

1954
- Lullabies of Birdland
- Songs in a Mellow Mood

1955
- For Sentimental Reasons
- Miss Ella Fitzgerald & Mr Gordon Jenkins Invite You to Listen and Relax
- Sweet and Hot
- The First Lady of Song

### Verve
Fitzgerald também gravou singles durante seus anos na Verve. Estes singles foram reunidos no álbum lançado em 2003, Jukebox Ella: The Complete Verve Singles, Vol. 1. 
1956
- Ella Fitzgerald Sings the Cole Porter Songbook
- Ella and Louis (com Louis Armstrong)
- Ella Fitzgerald Sings the Rodgers & Hart Songbook

1957
- Ella and Louis Again (com Louis Armstrong)
- Ella Fitzgerald Sings the Duke Ellington Songbook (com Duke Ellington) –  Prêmio Grammy de melhor performance de jazz, solista
- Ella at the Opera House (ao vivo)
- Like Someone in Love
- Porgy and Bess (com Louis Armstrong)

1958
- Ella Fitzgerald and Billie Holiday at Newport (ao vivo) (relançado com faixas de Carmen McRae em 2001)
- Ella Swings Lightly –  Prêmio Grammy de melhor performance de jazz, solista
- Ella Fitzgerald Sings the Irving Berlin Songbook –  Prêmio Grammy de melhor performance vocal feminina pop
- Ella in Rome: The Birthday Concert (ao vivo) (lançado em 1988)
- Ella Fitzgerald live at Mister Kelly's (ao vivo) (lançado em 2007)

1959
- Get Happy!
- Ella Fitzgerald Sings Sweet Songs for Swingers
- Ella Fitzgerald Sings the George and Ira Gershwin Songbook –  Prêmio Grammy de melhor performance vocal feminina pop

1960
- Ella in Berlin: Mack the Knife (ao vivo) –  Prêmio Grammy de melhor performance vocal pop
- Ella Wishes You a Swinging Christmas
- Hello, Love
- Ella Fitzgerald Sings Songs from Let No Man Write My Epitaph (disponível em CD como The Intimate Ella)

1961
- Ella Fitzgerald Sings the Harold Arlen Songbook
- Ella in Hollywood (ao vivo)
- Clap Hands, Here Comes Charlie!
- Ella Returns to Berlin (ao vivo) (lançado em 1991)
- Twelve Nights In Hollywood (ao vivo) (lançado em 2009)

1962
- Rhythm Is My Business
- Ella Swings Brightly with Nelson –  Prêmio Grammy de melhor performance vocal pop
- Ella Swings Gently with Nelson

1963
- Ella Sings Broadway
- Ella Fitzgerald Sings the Jerome Kern Songbook
- Ella and Basie! (com Count Basie)
- These Are the Blues

1964
- Hello, Dolly!
- Ella Fitzgerald Sings the Johnny Mercer Songbook
- Ella at Juan-Les-Pins (ao vivo)

1965
- Ella at Duke's Place (com Duke Ellington)
- Ella in Hamburg (ao vivo)

1966
- Whisper Not
- Ella and Duke at the Cote D'Azur (ao vivo) (com Duke Ellington)

1969
- Sunshine of your Love (ao vivo)

### Capitol
1967
- Brighten the Corner
- Ella Fitzgerald's Christmas

1968
- 30 by Ella
- Misty Blue

### Reprise
1969
- Ella

1970
- Things Ain't What They Used to Be (And You Better Believe It)

### Atlantic
1972
- Ella Loves Cole (lançado pela gravadora Pablo como Dream Dancing)

### Columbia
1973
- Newport Jazz Festival: Live at Carnegie Hall (ao vivo)

### Pablo
1966
- The Stockholm Concert, 1966 (ao vivo) (com Duke Ellington)

1970
- Ella in Budapest, Hungary (ao vivo)

1971
- Ella à Nice (ao vivo)

1972
- Jazz at Santa Monica Civic '72 (ao vivo)

1973
- Take Love Easy (com Joe Pass)

1974
- Fine and Mellow (lançado em 1979) –  Prêmio Grammy de melhor vocal de jazz
- Ella in London (ao vivo)

1975
- Ella and Oscar (com Oscar Peterson)
- Montreux '75 (ao vivo)

1976
- Fitzgerald and Pass... Again (com Joe Pass) –  Prêmio Grammy de melhor vocal de jazz

1977
- Montreux '77 (ao vivo)

1978
- Lady Time
- Dream Dancing (lançado pela primeira vez pela Atlantic como Ella Loves Cole)

1979
- Digital III at Montreux (ao vivo) –  Prêmio Grammy de melhor performance vocal feminina de jazz
- A Classy Pair (com Count Basie)
- A Perfect Match (ao vivo) (com Count Basie) –  Prêmio Grammy de melhor performance vocal feminina de jazz

1981
- Ella Abraça Jobim

1982
- The Best Is Yet to Come –  Prêmio Grammy de melhor performance vocal feminina de jazz

1983
- Speak Love (com Joe Pass)
- Nice Work If You Can Get It (com André Previn)

1986
- Easy Living (com Joe Pass)

1989
- All That Jazz –  Prêmio Grammy de melhor performance vocal feminina de jazz

2001
- Sophisticated Lady (ao vivo) (com Joe Pass) (gravado em 1975, 1983)

### Aparições como convidada especial
1955
- Songs from Pete Kelly's Blues

1957
- One O'Clock Jump (com Count Basie e Joe Williams)

1983
- Return to Happiness (com JATP)

1989
- Back on the Block (Qwest Records)

### Coletâneas
- 1994 The Complete Ella Fitzgerald Songbooks
- 1995 Ella: The Legendary Decca Recordings
- 1997 The Complete Ella Fitzgerald & Louis Armstrong on Verve